# Salve
Salve község (comune) Olaszország Puglia régiójában, Lecce megyében.

## Fekvése
A Salentói-félsziget déli részén fekszik, a Santa Maria di Leuca-fok közelében.

## Története
A hagyományok szerint a települést egy Salvius nevű római centurio alapította i.e. 267-ben eredetileg a Jón-tenger partján. A folyamatos szaracén kalóztámadások és malária-járvány miatt a település központját a 9. században áthelyezték mai helyére, távolabb a parttól. 

## Népessége
A népesség számának alakulása:

## Főbb látnivalói
- San Biagio-kápolna
- Marina di Salve - tengerparti üdülőhely